# 广汽长丰
广汽长丰（上交所除牌前：600991）是中国的一间已经注销的汽车公司，主营中高档轻型越野汽车整车及零部件的制造和销售，原注册地位于长沙高新区漓湘路1号，原办公地位于长沙经开区广汽长丰办公楼。2010年，公司销售收入424,226万元，净利润15,549万元。2012年，被广汽三菱100%收购。

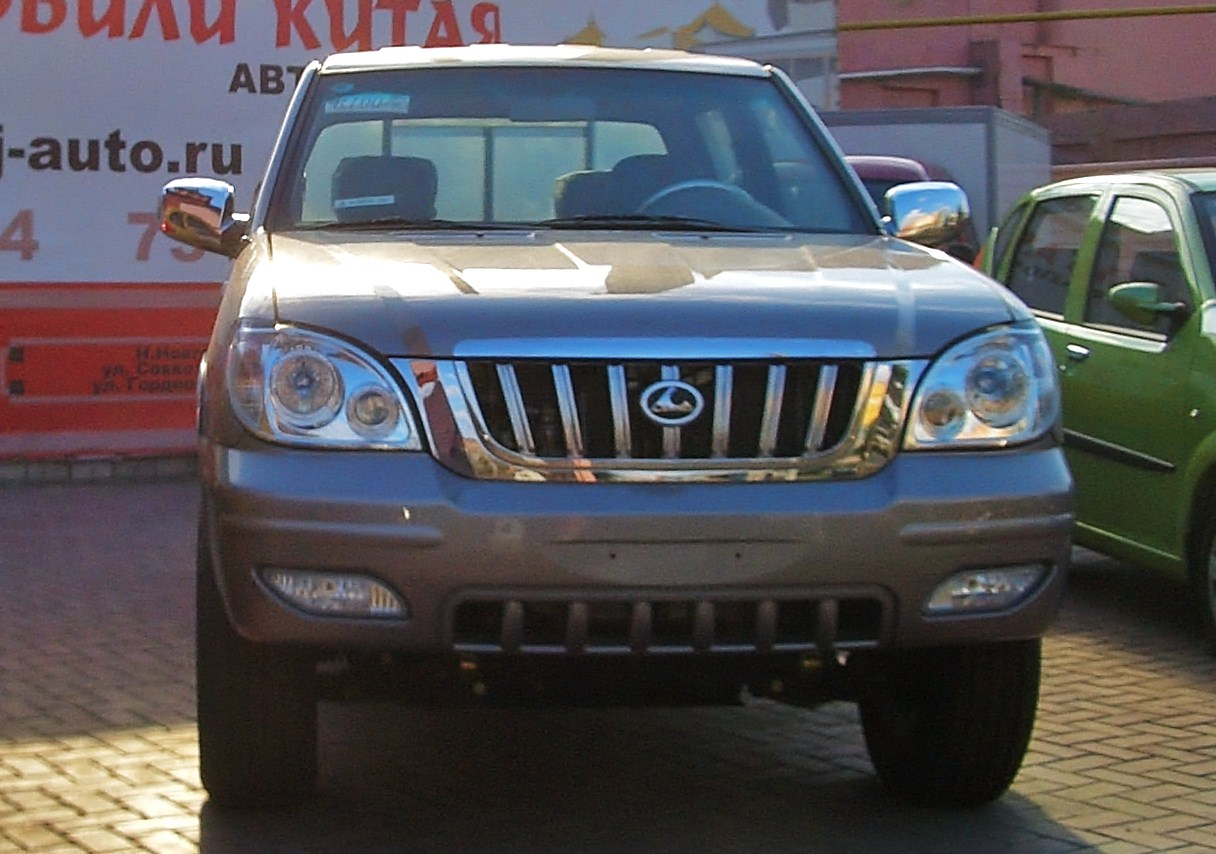
獵豹CS6

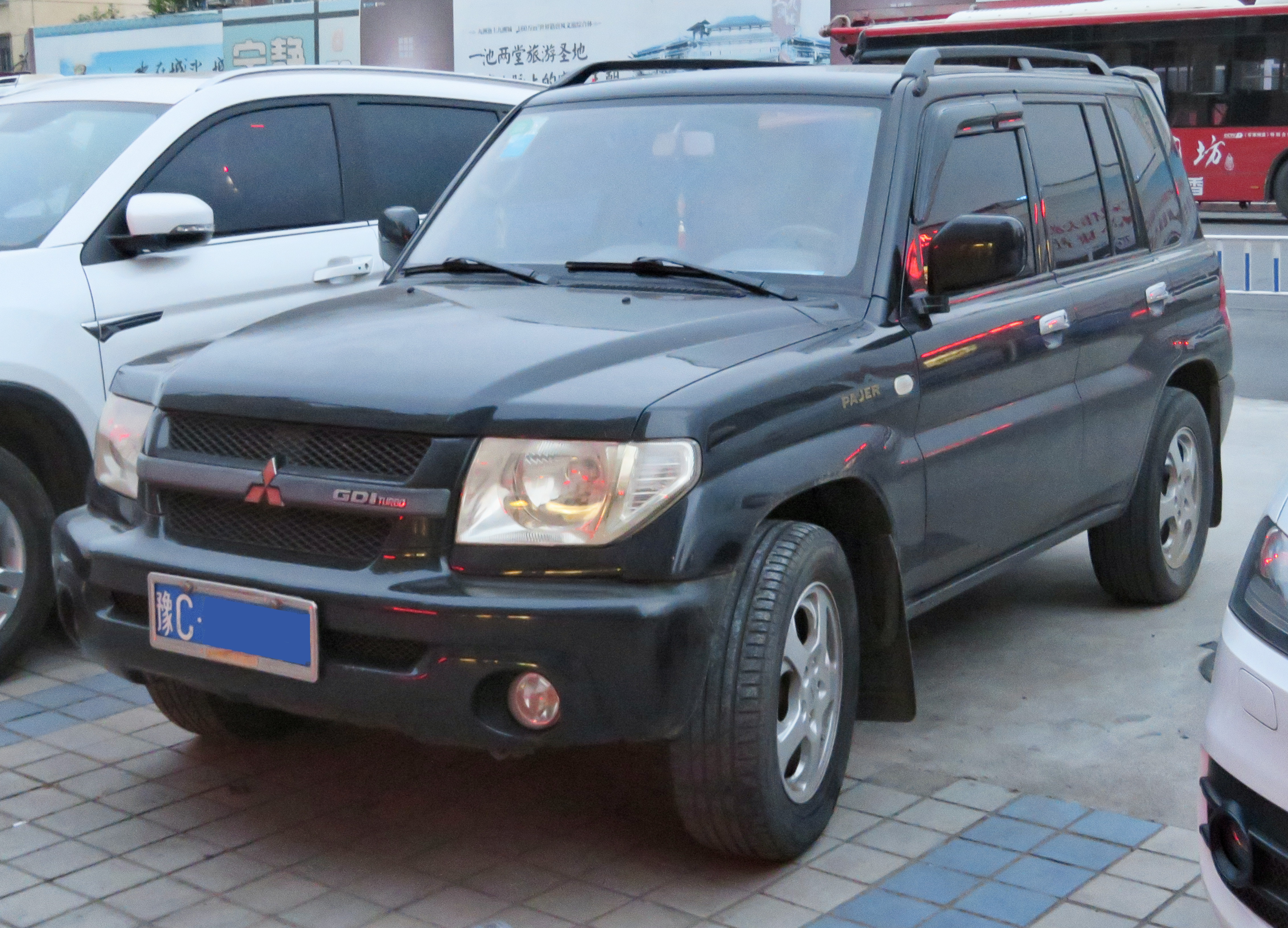
長豐獵豹飛騰CFA 6400 (授權版三菱Pajero iO)

广汽长丰的前身系1996年由长丰集团作为主发起人，以其下属分厂—汽车制造分厂的生产经营性资产、相关负债及无形资产作为出资，联合三菱汽车等其它9家发起人共同发起设立“湖南长丰汽车股份有限公司”。公司成立时总股本为10,140万股，1996年11月13日正式办理工商执照。 2004年6月14日，公司于上交所上市交易。2009年5月21日，广汽长丰签约重组；2009年12月1日，公司更名为“广汽长丰汽车股份有限公司”，证券名称由“长丰汽车”更名为“广汽长丰”。截止2010年12月31日，公司总资产631,127万元，总股本为52,087.14万股。2011年6月30日，控股机构广州汽车集团股份有限公司持股比重占29%；第二大持股机构为长丰集团，持股比重21.98%；第三大持股机构为三菱汽车，持股比重为14.59%。